# Rutoši
Rutoši (cyr. Рутоши) – wieś w Serbii, w okręgu zlatiborskim, w gminie Nova Varoš. W 2011 roku liczyła 654 mieszkańców.